# Josef Roth von Limanowa-Łapanów
Josef Roth von Limanowa-Łapanów (Trieszt, 1859. október 12. – Bécs, 1927. április 9.) osztrák-magyar katona (vezérezredes) és császári és királyi titkos tanácsos.

## Élete
Josef Roth katonacsaládba született. Apja miként később ő is egy ideig Triesztben szolgált. Sankt Pöltenben kadétiskolába járt, majd a Theresianum Katonai Akadémián folytatta katonai tanulmányait. 1879-ben avatták hadnaggyá. Különböző gyalogos egységeknél szolgált Triesztben és Eszéken. 1889 november 1-én léptették elő századosnak és vezérkari tiszt lett. 
1891-ben kötött házasságot Melanie Lasansky grófnővel. A házasságból két fia és két lánya született. 1895-től őrnagy és ez időben Krakkóban a 12. gyaloghadosztálynál szolgált. 1898-ban Pozsonyban az V. hadtest kötelékébe került, ahol alezredessé lépett elő. Egy ideig Grazban vezérkari teendőket látott el, miközben 1901-ben ezredes lett. 1910-ben nevezték ki vezérőrnagynak. 
Az első világháborúban tevékenyen részt vett. Harcolt az olasz és az orosz fronton is. Tirol védelmét szervezte és Galíciában a 4. hadsereg parancsnokaként részt vett az „orosz gőzhenger” megállításában. Az ott elért hadi sikerei elismeréseként császári-királyi titkos tanácsosnak nevezték ki és felvehette a Limanowa-Łapanów nevet. A világháború során hagyományossá vált, hogy a nemességet szerző katonák nemesi előnevét a haditetteikhez kötődő helyiségről kapták, illetve azt választották maguknak. 1918-ban vezérezredessé léptették elő.
A háború után 1918-tól nyugállományba vonult és Bécsben élt, de több szervezetnek is aktív tagja volt. 1927. április 9-én hunyt el. Bécs központi temetőjében helyezték nyugalomra.

## Fordítás
- Ez a szócikk részben vagy egészben  a   Josef Roth von Limanowa-Łapanów című német Wikipédia-szócikk fordításán alapul.  Az eredeti cikk szerkesztőit annak laptörténete sorolja fel. Ez a jelzés csupán a megfogalmazás eredetét és a szerzői jogokat jelzi, nem szolgál a cikkben szereplő információk forrásmegjelöléseként.